# رئيس اليونان
رئيس اليونان، رسميًا رئيس جمهورية اليونان ((باليونانية: Πρόεδρος της Ελληνικής Δημοκρατίας)‏), يشار إليه عادة في اليونانية باسم  رئيس الجمهورية((باليونانية: Πρόεδρος της Δημοκρατίας)‏), هو رئيس الدولة في اليونان. يُنتخب الرئيس من قبل البرلمان اليوناني ؛ كان الدور احتفاليًا بشكل أساسي منذ الإصلاح الدستوري عام 1986. تم إنشاء المكتب رسميًا بموجب دستور اليونان في عام 1975، ولكن له سوابق في الجمهورية اليونانية الثانية من 1924-1935 و المجلس العسكري اليوناني في 1973-1974 التي سبقت الانتقال إلى الجمهورية اليونانية الثالثة الحالية. شاغل الوظيفة، منذ 13 مارس 2020، هو إيكاتيريني ساكيلاروبولو.

## الصلاحيات
الرئيس هو المسمى لرئيس الأركان للقوات المسلحة اليونانية ويحتل المرتبة الأولى في ترتيب الأسبقية في البلاد. على الرغم من أن الدستور اليوناني لعام 1974 منح الرئاسة صلاحيات كبيرة على الورق، فقد لعب الرؤساء في الممارسة العملية دورًا احتفاليًا إلى حد كبير. إن رئيس وزراء اليونان هو الرئيس التنفيذي النشط للحكومة اليونانية والشخصية السياسية البارزة في البلاد. تم جعل دور الرئيس يتماشى رسميًا مع الممارسة من خلال  ، مما قلل من السلطات الرسمية.

## الإنتخابات
وفقًا للمادة 32 من الدستور اليوناني، يتم انتخاب الرئيس لمدة خمس سنوات من قبل البرلمان اليوناني في جلسة خاصة قبل شهر على الأقل من انتهاء فترة شاغل المنصب. يتم التصويت في خمسة اقتراعات بحد أقصى، لا تفصل بينها أكثر من خمسة أيام.
يتطلب الاقتراع الأول والثاني من الغالبية العظمى من 200 من أصل 300 شخص، وينخفض إلى 180 في الثالث. يتطلب الاقتراع الرابع  أغلبية بسيطة من 151 صوتًا. يتم بعد ذلك إجراء الاقتراع الخامس والأخير بين المرشحين اللذين حصلا على أكبر عدد من الأصوات ويقررهما الأغلبية النسبية.

## يمين المنصب
قبل توليه منصبه، يجب على الرئيس أن يقرأ القسم أمام البرلمان وفقًا للمادة 33، الفقرة 2 من الدستور اليوناني:
  أقسم باسم الثالوث المقدس والجوهري وغير القابل للتجزئة أن أحافظ على الدستور والقوانين، وأضمن احترامها بإخلاص، والدفاع عن الاستقلال الوطني وسلامة أراضي البلاد، وحماية حقوق وحريات اليونانيين. تخدم المصلحة العامة وتقدم الشعب اليوناني..

## مقر الإقامة

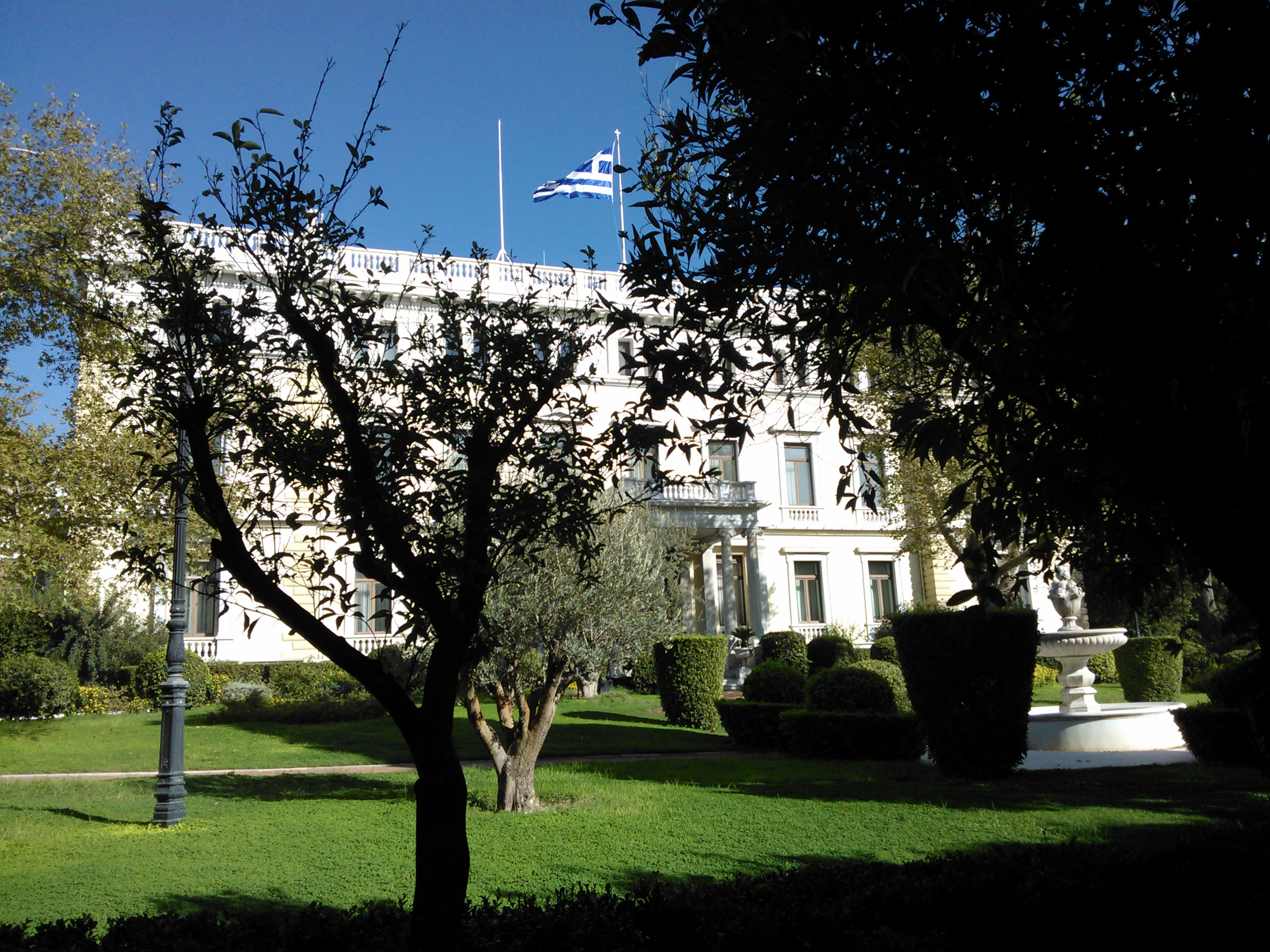
القصر الرئاسي، أثينا

المقر الرسمي لرئيس اليونان هوالقصر الرئاسي,سابقا القصر الملكي الجديد، في وسط أثينا.

## التاريخ
الجمهورية اليونانية الثالثة ((باليونانية: Γʹ Ελληνική Δημοκρατία)‏) تأسست في عام 1974 خلال فترة النقل، بعد نهاية المجلس العسكري اليوناني الذي سيطر على اليونان منذ انقلاب 21 أبريل 1967.
في 1 يونيو 1973، ألغى زعيم المجلس العسكري آنذاك والوصي على الملك المنفي قسطنطين الثاني، جيورجيوس بابادوبولوس، الملكية اليونانية ونصب نفسه رئيسًا للجمهورية. أكد استفتاء تم تنظيمه في 29 يوليو 1973 تغيير النظام، وأصدر الدستور اليوناني لعام 1973 جديدًا أنشأ جمهورية رئاسية. وقد أنهى العميد ديميتريوس يوانيديس هذه المحاولة لإرساء الديمقراطية المحكومة ببابادوبولوس في 25 نوفمبر 1973. النظام العسكري. تم تعيين الفريق فايدون جيزيكيس رئيسًا للجمهورية، لكن السلطة كانت في أيدي يوانيدس الذي حكم وراء الكواليس.
بعد سقوط المجلس العسكري وعودة الحكم المدني تحت حكم كونستانتينوس كارامانليس في أغسطس 1974، اعتُبرت الإجراءات الدستورية للنظام العسكري باطلة، وعُقد استفتاء جديد في 8 ديسمبر 1974، الذي أكد إلغاء الملكية. في غضون ذلك، ظل جيزيكيس في منصبه كرئيس. بعد الاستفتاء، خلفه أول رئيس منتخب، ميخائيل ستاسينوبولوس.
أعلن دستور جديد، الصادر في 11 يونيو 1975، اليونان "رئيس ial برلمانية ديمقراطية  (أو ' 'جمهورية' - يمكن ترجمة اليونانية δημοκρατία في كلا الاتجاهين). هذا الدستور، الذي تم تعديله في 1985 و 2001 و 2008 و 2019، لا يزال ساري المفعول حتى اليوم.

### قائمة رؤساء الجمهورية اليونانية الثالثة
| الرئيس | الرئيس | الرئيس                                                           | مدة المنصب     | مدة المنصب                    | مدة المنصب        | الحزب السياسي               |
| الرقم  | الصورة | الاسم (ميلاد-الوفاة)                                             | تولى منصبه     | ترك المكتب                    | الوقت في المكتب   | الحزب السياسي               |
| ------ | --- | ---------------------------------------------------------------- | -------------- | ----------------------------- | ----------------- | --------------------------- |
| 1      | | مايكل ستاسينوپولوس Μιχαήλ Στασινόπουλος (1903–2002)              | 18 ديسمبر 1974 | 19 يوليو 1975                 | 213 أيام          | الديمقراطية الجديدة         |
| 1      | كاتب وفقيه، الرئيس السابق لـ مجلس الدولة. بدعم من الديمقراطية الجديدة، كان انتخب بدون معارضة من قبل البرلمان الذي تهيمن عليه الديمقراطية الجديدة نتيجة انتخابات 17 نوفمبر 1974 وبعد الإلغاء النهائي لـ الملكية اليونانية في استفتاء 8 ديسمبر 1974، بأغلبية 206 أصوات في الاقتراع الأول. | مايكل ستاسينوپولوس Μιχαήλ Στασινόπουλος (1903–2002)              |                |                               |                   |                             |
| 2      | | كونستانتينوس تساتسوس Κωνσταντίνος Τσάτσος (1899–1987)            | 19 يوليو 1975  | 10 مايو 1980                  | 4 سنوات و296 أيام | الديمقراطية الجديدة         |
| 2      | فقيه ووزير في الحكومة مع الاتحاد الراديكالي الوطني والديمقراطية الجديدة. انتخب في برلمان 1974 في الاقتراع الأول بأغلبية 210 أصوات ضد باناجيوتيس كانيلوبولوس. | كونستانتينوس تساتسوس Κωνσταντίνος Τσάτσος (1899–1987)            |                |                               |                   |                             |
| 3      | | قسطنطين كرامنليس Κωνσταντίνος Καραμανλής (1907–1998)             | 10 مايو 1980   | 10 آذار (مارس) 1985 ( مستقيل) | 4 سنوات و304 أيام | الديمقراطية الجديدة         |
| 3      | رئيس الوزراء كزعيم لـ الاتحاد الراديكالي الوطني في 1955-1963 ومرة أخرى كزعيم لـ الديمقراطية الجديدة من عام 1974. بدعم من الديمقراطية الجديدة، KODISO والحزب الشيوعي اليوناني (داخلي)، تم انتخابه من قبل حزب الديمقراطية الجديدة الذي يهيمن عليه البرلمان 1977 في الثالثة تصويت بأغلبية 183 صوتًا مقابل سبعة مرشحين آخرين قدمتها أحزاب صغيرة. استقال قبل نهاية فترة ولايته بسبب خلافه مع أندرياس باباندريو وقرار الحركة الاشتراكية اليونانية بعدم دعمه لولاية ثانية في عام 1985. | قسطنطين كرامنليس Κωνσταντίνος Καραμανλής (1907–1998)             |                |                               |                   |                             |
| –      | | ايوانيس اليفراس Ιωάννης Αλευράς (1912–1995)                      | 10 مارس 1985   | 30 مارس 1985                  | 20 أيام           | الحركة الاشتراكية اليونانية |
| –      | نائب الحركة الاشتراكية اليونانية ورئيس البرلمان، حل محله قسطنطين كرامنليس بعد استقالته المبكرة. | ايوانيس اليفراس Ιωάννης Αλευράς (1912–1995)                      |                |                               |                   |                             |
| 4      | | كريستوس سارتزيتاكيس Χρήστος Σαρτζετάκης (1929–2022)              | 30 مارس 1985   | 4 مايو 1990                   | 5 سنوات و35 أيام  | مستقل                       |
| 4      | فقيه، اشتهر بدوره في التحقيق في اغتيال غريغوريس لامبراكيس. كان مدعومًا من الحركة الاشتراكية اليونانية والحزب الشيوعي اليوناني. تم انتخابه دون معارضة من قبل حزب الحركة الاشتراكية اليونانية الذي يهيمن عليه برلمان 1981 في الاقتراع الثالث بأغلبية 180 صوتًا. | كريستوس سارتزيتاكيس Χρήστος Σαρτζετάκης (1929–2022)              |                |                               |                   |                             |
| (3)    | | قسطنطين كرامنليس Κωνσταντίνος Καραμανλής (1907–1998)             | 5 مايو 1990    | 10 مارس 1995                  | 4 سنوات و310 أيام | الديمقراطية الجديدة         |
| (3)    | فشلت الانتخابات التشريعية اليونانية في (نوفمبر) 1989 في انتخاب رئيس بعد ثلاثة اقتراعات، حيث تم تقسيم أصوات الحركة الاشتراكية اليونانية بين شاغل المنصب كريستوس سارتزيتاكيس وإيوانيس أليفراس، مما أدى إلى حلها و انتخابات تشريعية يونانية عام 1990. لم يترشح كارامانليس خلال عمليات الاقتراع الثلاثة الأولى، ولكن تم طرحه من قبل الديمقراطية الجديدة بعد الانتخابات. تم انتخابه من قبل البرلمان الجديد 1990 في الاقتراع الخامس بأغلبية 153 صوتًا، وعارضه المرشح برعاية حزب الحركة الاشتراكية اليونانية يوانيس أليفراس و كونستانتينوس ديسبوتوبولوس من تحالف اليسار والحركات والبيئة. | قسطنطين كرامنليس Κωνσταντίνος Καραμανλής (1907–1998)             |                |                               |                   |                             |
| 5      | | كونستانتينوس ستيفانوبولوس Κωνσταντίνος Στεφανόπουλος (1926–2016) | 10 مارس 1995   | 12 مارس 2005                  | 10 سنوات و2 أيام  | مستقل                       |
| 5      | الاتحاد الوطني الراديكالي والديمقراطية الجديدة نائب ووزير، بعد عام 1985 زعيم حزب التجديد الديمقراطي المنشق. بدعم من الحركة الاشتراكية اليونانية والربيع السياسي، تم انتخابه التي يهيمن عليها حزب الحركة الاشتراكية اليونانية البرلمان 1993 في الاقتراع الثالث بعدد 181 أصوات، ضد مرشح الديمقراطية الجديدة أثناسيوس تسالداريس. إعادة انتخابه في عام 2000 كانت من قبل حزب الحركة الاشتراكية اليونانية برلمان 1996، كمرشح مشترك عن حزب الحركة الاشتراكية اليونانية والديمقراطية الجديدة، يقف ضد تحالف اليسار والحركات والبيئة ليونيداس كيركوس.                                       | كونستانتينوس ستيفانوبولوس Κωνσταντίνος Στεφανόπουλος (1926–2016) |                |                               |                   |                             |
| 6      | | كارولوس بابولياس Κάρολος Παπούλιας (1929–2021)                   | 12 مارس 2005   | 13 مارس 2015                  | 10 سنوات و1 يوم   | الحركة الاشتراكية اليونانية |
| 6      | نائب الحركة الاشتراكية اليونانية ووزير في الحكومة. كان انتخب بدون معارضة لفترة ولايته الأولى من قبل الديمقراطية الجديدة - الذي سيطر عليه البرلمان 2004 كمرشح مشترك عن الديمقراطية الجديدة والحركة الاشتراكية اليونانية في الاقتراع الأول بأغلبية 279 صوتًا. أعيد انتخابه دون معارضة لولاية ثانية في عام 2010 من قبل حزب الحركة الاشتراكية اليونانية الذي يهيمن عليه برلمان 2009 كمرشح مشترك عن حزب الحركة الاشتراكية اليونانية، الديمقراطية الجديدةو LAOS في الاقتراع الأول بأغلبية 266 صوتًا.                                                                                      | كارولوس بابولياس Κάρολος Παπούλιας (1929–2021)                   |                |                               |                   |                             |
| 7      | | بروكوبيس بافلوبولوس Προκόπης Παυλόπουλος (مواليد 1950)           | 13 مارس 2015   | 13 مارس 2020                  | 5 سنوات و1 يوم    | الديمقراطية الجديدة         |
| 7      | نائبة الديمقراطية جديدة نائبة ووزيرة. تحالف الديمقراطية الجديدة - الحركة الاشتراكية اليونانية السابق فشل في انتخاب ستافروس ديماس في الجولات الثلاث الأولى، مما أدى إلى انتخابات جديدة التي فاز بها سيريزا. بدعم من سيريزا، اليونانيون المستقلون والديمقراطية الجديدة، تم انتخاب بافلوبولوس من قبل البرلمان الجديد لعام 2015 في الاقتراع الرابع بأغلبية 233 صوتًا، معارضة من قبل مرشح النهر والحركة الاشتراكية اليونانية نيكوس أليفيزاتوس. | بروكوبيس بافلوبولوس Προκόπης Παυλόπουλος (مواليد 1950)           |                |                               |                   |                             |
| 8      | | إيكاتيريني ساكيلاروبولو Κατερίνα Σακελλαροπούλου (مواليد 1956)   | 13 مارس 2020   | 13 مارس 2025                  | 5 سنوات و0 أيام   | مستقل                       |
| 8      | رئيسة مجلس الدولة من 2018 إلى 2020، كانت منتخبة في 22 كانون الثاني (يناير) 2020، بدعم من الديمقراطية الجديدة، سيريزا وكينال. عند تنصيبها، أصبحت أول امرأة تشغل منصب رئيس اليونان. | إيكاتيريني ساكيلاروبولو Κατερίνα Σακελλαροπούλου (مواليد 1956)   |                |                               |                   |                             |
| 9      | | كونستانتينوس تاسولاس Κωνσταντίνος Τασούλας (مواليد 1959)         | 13 مارس 2025   | "الحالي"                      | 25 أيام           | الديمقراطية الجديدة         |
| 9      | عضو البرلمان عن حزب الديمقراطية الجديدة، ووزير في الحكومة، ورئيس البرلمان اليوناني من عام 2019 إلى عام 2025. انتُخب في الجولة الرابعة، بعد حصوله على 160 صوتًا من نواب حزب الديمقراطية الجديدة والمستقلين.. | كونستانتينوس تاسولاس Κωνσταντίνος Τασούλας (مواليد 1959)         |                |                               |                   |                             |